# 軽石

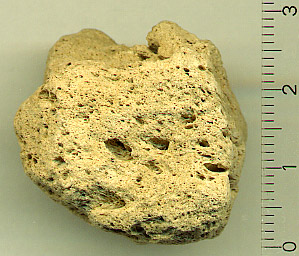
軽石

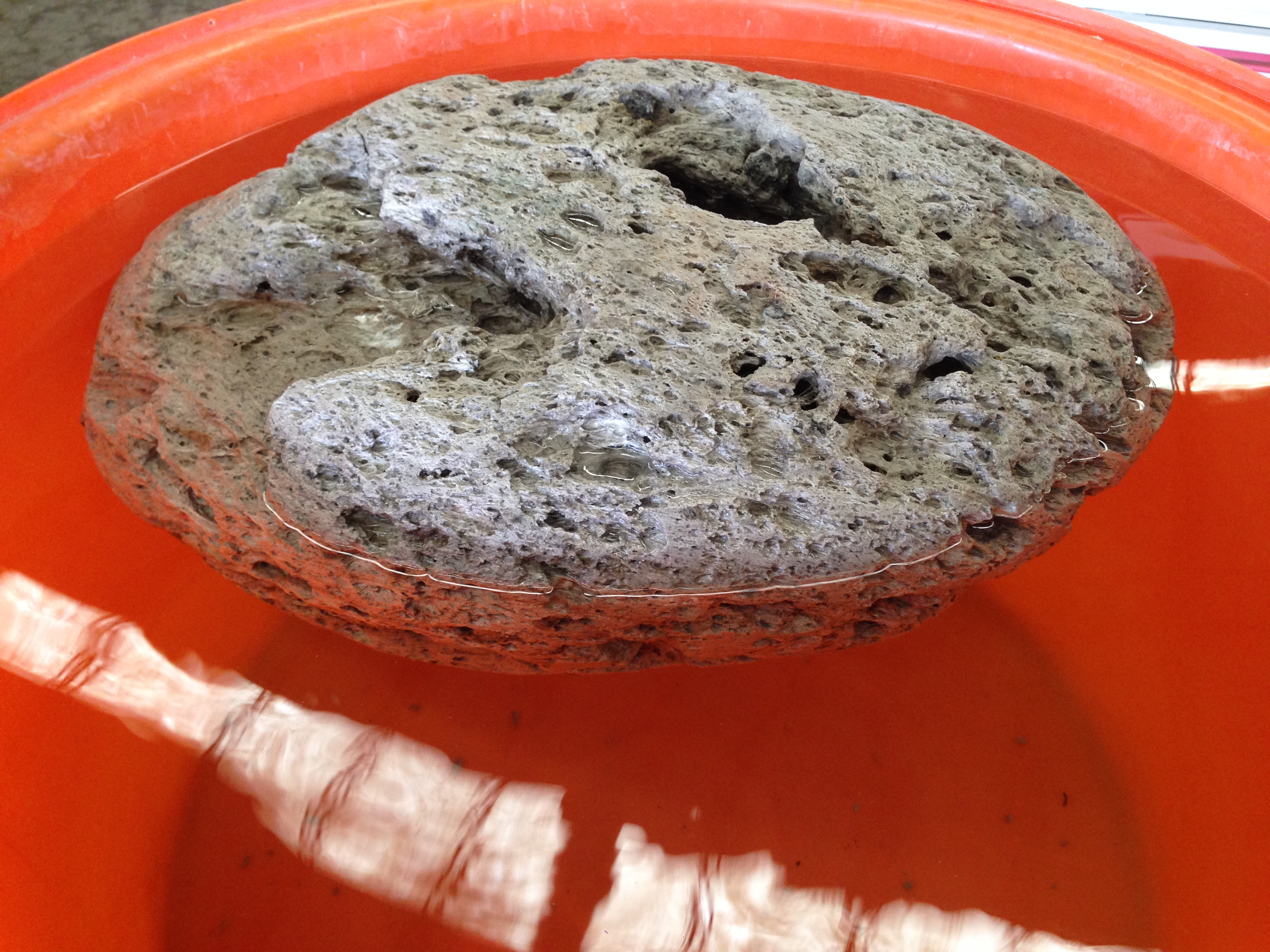
水に浮く軽石

軽石（かるいし、pumice、パミス）とは、多孔質で密度の小さい火山砕屑物（火砕物）の一種。浮石（ふせき）あるいは浮岩（ふがん）ともいう。火山砕屑物にはスコリアもあるが、色調が淡色のものを軽石、暗色のものをスコリアと呼び違いがみられる。4mm未満の微細な軽石はパミサイト（英語：pumicite、軽石粉）と呼ばれる。

## 概要
結晶構造を持たないことから火山ガラスに分類される。水や二酸化炭素、火山ガスを含んだ溶岩が急速に冷却・減圧された結果、溶岩に溶解していた水や二酸化炭素などが炭酸飲料のように気泡として発生した状態で固化したものである。気泡があることから見かけ上の比重が水より軽いものも多く、気泡に浸水して比重が重くなるまで水に沈まない。
水に浮かぶ軽石の弊害として、魚などの海中生物が誤飲して消化器やエラを詰まらせて死ぬ、水中で光合成を行う生物の妨害、外来種を運ぶ、船のエンジンが軽石を取り込み故障、港に押し寄せ接岸を妨害、船と接触して摩耗・損壊させるリスク、工場などの海水取水口の閉塞・破損がある。
断熱性・遮音性を持つため、用途の大部分は建築に使用される。

## 軽石の成因
軽石は主に流紋岩質～安山岩質のマグマの噴出によって生じる（スコリアは主に玄武岩質のマグマの噴出によって生じる）。噴火の際に地下深部から上昇し、減圧することによってマグマに溶解していた水などの揮発成分が発泡したため多孔質となる。軽石の性状はガラス質で壊れやすく脆い。

### 軽石の噴出のしかた
- 火口から直接、軽石として噴出される。
- 火山灰などと一緒に噴煙として吹き上がる。
- 火山灰や溶岩の破片と一緒に火砕流として流動する。

### 特殊な成因の軽石
普通の軽石は上記のように融けたマグマから直接できるものであるが、1989年手石海丘噴火の際にそうでないものが報告された。これは白っぽく発泡した軽石の外側に黒っぽい溶岩が貼り付いたもので、黒っぽい溶岩が手石海丘噴火を引き起こしたマグマと判断された。内側の白っぽい部分をよく調べたところ、伊豆半島に広く分布する第三紀の凝灰岩が発泡したものであることがわかった。つまり手石海丘噴火を起こしたマグマの通り道にあった古い岩石がマグマによって加熱され、一部が融けて発泡したものと考えられる。

## 軽石の移動

### 降下軽石
プリニー式噴火などで放出されたものを降下軽石という。プリニー式噴火を（本格的な）軽石噴火と呼ぶこともある。

### 漂流軽石
海水面等を海流等を駆動源として漂い流れる軽石を漂流軽石という。軽石を含む火砕物密度流（火砕流）の海への到達や降下軽石が海に降り注いでも発生することもあるが、漂流軽石のほとんどは海底火山の噴火によって発生している。軽石が海面で集まり筏のように漂流するものを軽石筏あるいはパミスラフトという。海底火山からの噴出でも水深が比較的深いと気泡が繊維状に発泡して海水が浸透するため浮かない「材木状軽石」になる。
海岸近くの火山や海底火山の噴出物として排出された場合、遠くの海岸まで流れ着く事例もある。この為、火山噴火の有った時から暫くの間、海岸に於いて、時折、軽石を採取できる事もある。
水上にまとまって浮かぶ軽石ラフトが島と誤認され、地図上には存在するが実際には存在しない疑存島（サンディ島）となった可能性をシドニー大学の研究チームは指摘している。

### 水没
水面に浮かぶ軽石は見かけ上の比重が水より軽いため水面に浮いているが様々な理由で沈下する。波によって軽石同士や砂などの摩擦で小さくなり気泡が少ないところから沈下、摩耗や回転などで気泡に水が浸水し見かけの比重が重くなり沈下、固着性動物フジツボなどが取り付き重くなって沈下などがある。

## 軽石の用途

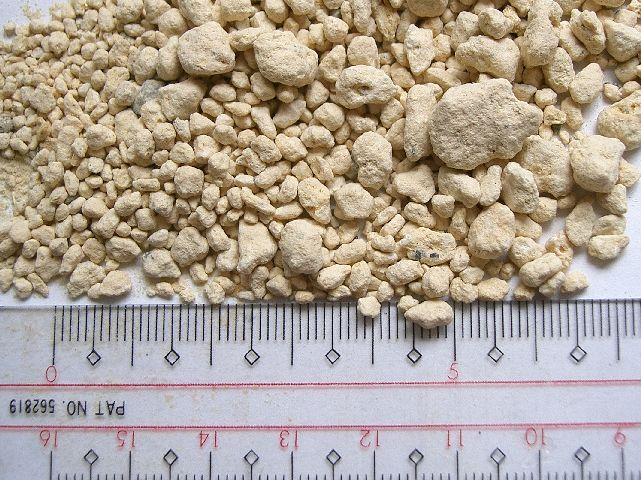
鹿沼土

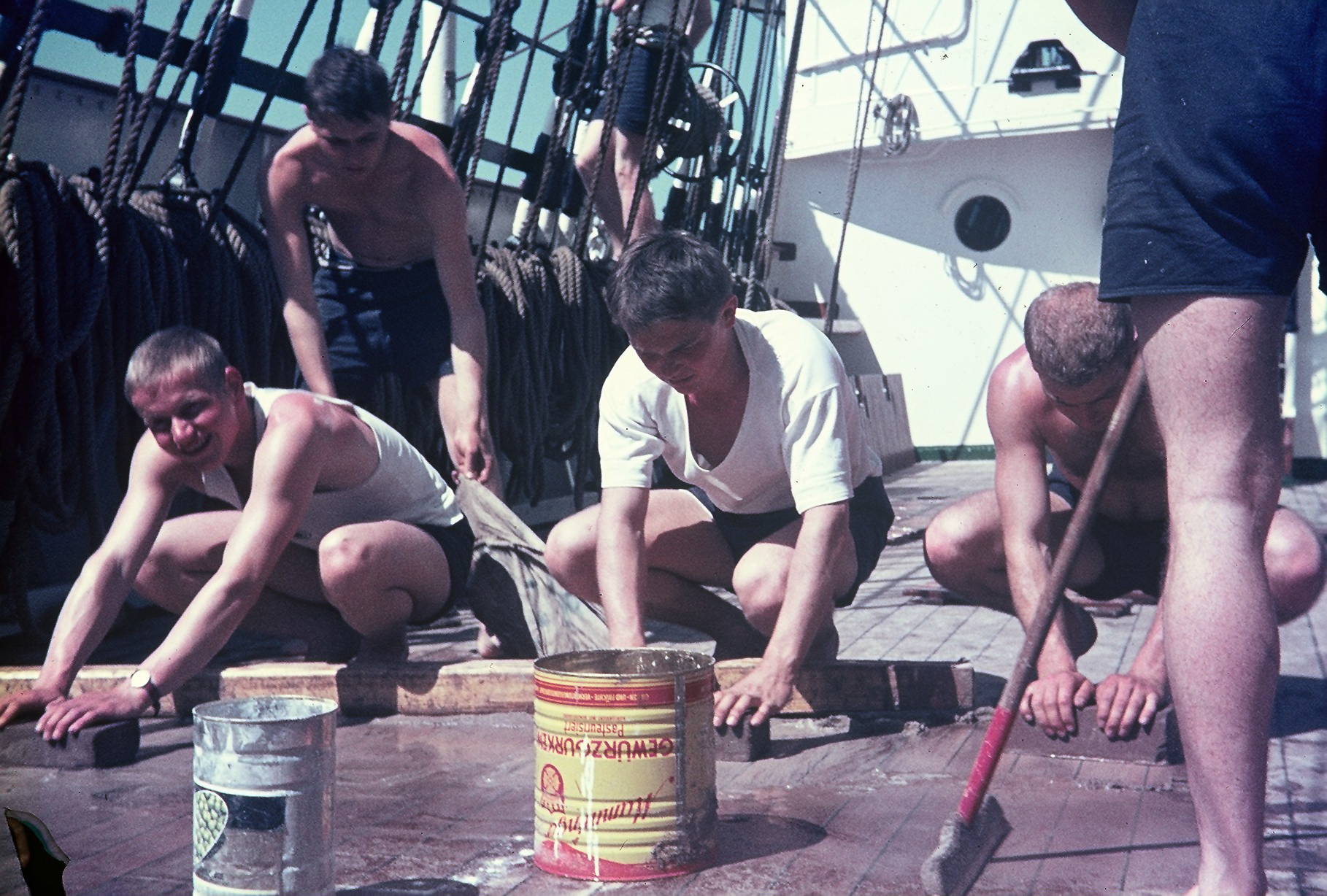
ドイツ海軍の航海練習船Gorch Fock IIの甲板を軽石で磨く水兵

海底火山から噴出されて海岸に漂着した軽石は、海水の塩分やその他不明な成分を含むため、用途や有害物質などの観点からそのままでは使えない。
研磨
切り出して小判型に加工したものが、踵の角質化した皮膚をこそげ落とすために使われる。
床やトイレなどの清掃
ローマ時代には歯磨き粉として使用された。
園芸・農業
多孔質のため保水性が良いので園芸用土、土壌改良剤として使われる。代表的なものが栃木県鹿沼市から産出し盆栽等に使われる鹿沼土である。
建設
工業用途としては、軽量コンクリートの骨材として用いられる。古代ローマ時代に用いられたローマン・コンクリートも軽石を骨材に用いていた。断熱性があることから、断熱材としても使用された。混和材料
衣類
軽石と共に洗うことでストーンウォッシュというダメージ加工が行われる。毛玉とり
医療
漢方薬として、海浮石、水花、水泡石などと呼ばれた。効能として清肺、去痰、利尿など出典によって様々な効能が記されている。西洋医学では、18世紀半ばに漢方薬の影響を受けてハーブや薬用鉱物と共に摂取し、胆嚢がん、泌尿器疾患、咳止め、不安障害などの治療に使用された。古代ギリシャ史の考古学者Paul Faureは、皮膚潰瘍、酒酔いなどの治療に使用されたと述べている。
地質
地層の年代を調べる鍵層として利用される火山関連物の層テフラに含まれる。
その他
産毛などの脱毛、または陰毛を切るのに毛切石という2枚の薄い軽石を使用した。ペン先の研ぎ。羊皮紙の手触りを良くするための処理・字を消して再利用（再生羊皮紙パリンプセスト）するのに使用された。砂糖の固化防止添加剤、木工製品の目止め。濾過助剤

## 採石
主な生産国はトルコであり、埋蔵量は世界の45％を占める。トルコで生産された軽石の90％は建築で使用され、次に研磨剤として宝飾品などの研磨に使用される。アメリカ地質調査所で調査した2019と2020の生産量では、安定してトルコは7,800 t、次いで生産量2位のエチオピアは2,400 tを生産している。
- 大谷石
- 抗火石
- イタリアのリーパリの採石場は2005年に閉鎖

人工軽石
廃ガラスを使用して、発泡ガラス（人工軽石）とするリサイクルが行われている。

## 災害事例
- 1914年1月12日、桜島の大正大噴火にて、田畑に降り積もり農作物に被害が出た。軽石層を下の作土と置き換える天地返しが行われた[22]。
- 2021年8月13日 海底火山福徳岡ノ場の噴火に伴い軽石が広範囲に漂着し、漁業や観光などに影響を与えた[23]。
- 軽石が多く含まれる火砕流を軽石流と呼ぶ。また、その堆積物を軽石流堆積物と呼ぶ[24]。